# Didactylia asbenica
Didactylia asbenica är en skalbaggsart som beskrevs av Jean François Villiers 1950. Didactylia asbenica ingår i släktet Didactylia och familjen Aphodiidae. Inga underarter finns listade i Catalogue of Life.